# Русский крест (фильм)
«Русский крест» — российский фильм 2023 года режиссёра Эдуарда Боякова по одноимённой поэме Николая Мельникова.

## Сюжет
Россия 1990-х годов. Иван Росток — конченый пьяница из захудалой деревеньки. Он не видит ради чего и кого жить дальше — жена умерла, дочери вышли замуж. Иван видит пророческий сон, после чего у него отпадает желание прикасаться к бутылке. Он отправляется к старцу Федосею — за советом, как жить дальше. Старец говорит, что всяк должен нести свой крест. Иван понимает это почти буквально, сооружает из дубовых досок здоровенный крест и с ним отправляется по окрестным сёлам, собирая деньги на реставрацию храма в родной деревне.

## В ролях
- Михаил Пореченков — Иван
- Юрий Кузнецов — старец Федосей
- Полина Чернышова — Ангел, рассказчик истории
- Чеслав Головинец — монах
- Алиса Вединяпина — жена Ивана
- Екатерина Дар — дочь Ивана
- София Петрова — внучка Ивана
- Елена Коробейникова — кума Ивана
- Юлия Бедарева — Клава
- Виктор Пашкин — Безродье

## Съёмки

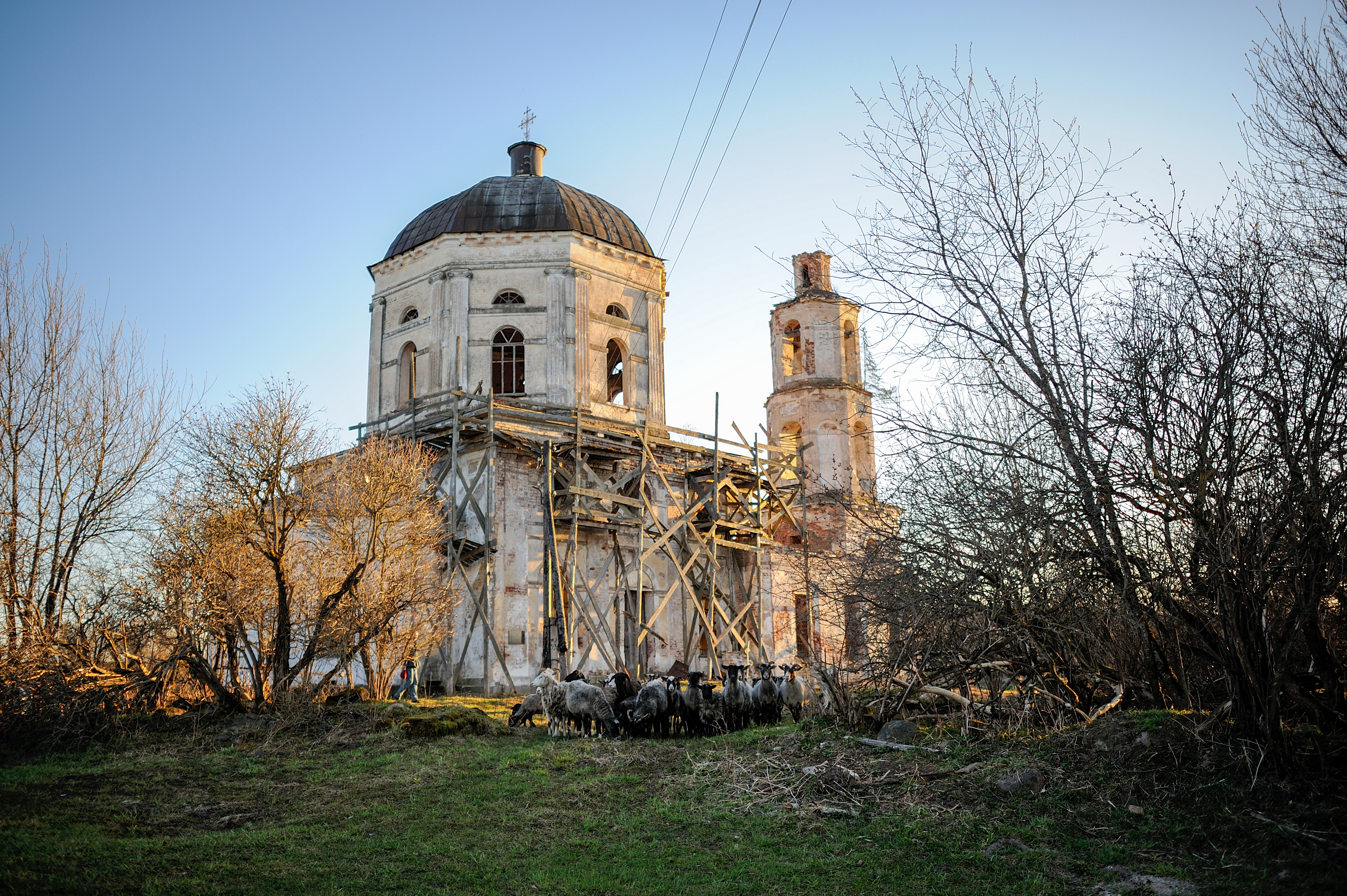
Церковь Николая Чудотворца в селе Бабье, 2022 год

Фильм снимался в Тверской области в селе Бабье, где расположен разрушенный храм святителя Николая, который и восстанавливает по сюжету главный герой Иван. Хотя в конце фильма храм предстает красивым, белоснежным, но это графика, в реальности он по-прежнему такой же как и в начале фильма. Он приписан к епархии, числится как храм, но в нем не служат. На официальном сайте фильма был начат сбор средств на восстановление храма.

## Показ
Премьера фильма состоялась 16 апреля 2023 года в Пасхальное воскресенье в кинотеатре «Октябрь».
В кинопрокате фильм посмотрели 70 972 зрителей, кассовые сборы в России и СНГ составили $ 214 363.
4 ноября 2023 года был показан на телеканале «Культура», а в Рождественские праздники 6 и 7 января 2024 года на каналах «Спас» и «Россия-1».

## Фестивали
- 2023 — XVII кинофестиваль «КиноВече» — Гран-при и Приз за лучшую операторскую работу[3].

## Рецензии
- Андрей Максимов — Хорошо, если рядом есть Храм, а в нем — мудрый священник, который объяснит, вразумит. А если нет? // Российская газета, 23 апреля 2023
- Лариса Шорина — Фильм «Русский крест»: слово, которого нам так не хватало // Журнал «ФОМА», 24 апреля 2023
- Иван Афонин — «Русский крест»: пасхальный фильм о чуде // Ведомости, 17 апреля 2023
- Юрий Блинов, Артур Линдеманн — Вынес ли Бояков свой «Русский крест»? // Журнал «Идель», 19 апреля 2023
- Александр Николаенко — Благослови — взорвётся русская весна: «Русский крест» // Кино-Панк, 16 апреля 2023